# Dzieciaki z wyspy skarbów. Bitwa o wyspę skarbów
Dzieciaki z wyspy skarbów. Bitwa o wyspę skarbów (ang. Treasure Island Kids: The Battle of Treasure Island) – nowozelandzki film przygodowy z 2004 roku w reżyserii Gavina Scotta. Jest to pierwsza część trylogii pt.: Dzieciaki z wyspy skarbów.

## Opis fabuły
Niepokorny nastolatek, Charlie Forest (Nicko Vella) jedzie na obóz na egzotyczną wyspę. Prowadzi go para ekscentrycznych staruszków, Conrad i Wendy, którzy twierdzą, że na wyspie ukryty jest skarb. I rzeczywiście, wkrótce dzieci i ich opiekunowie muszą stoczyć bitwę z poszukującą kosztowności piracką szajką. Dowodzi nią okrutny kapitan Flint (Randy Quaid). Na czele mieszkańców wyspy staje Charlie.

## Obsada
- Randy Quaid – Kapitan Flint
- Nicko Vella – Charlie Forest
- Beth Allen – Ellie
- Adele Pascoe – Jessica
- John Callen – Conrad
- Sasha Tilley – Miranda
- Frank Brown – Terry
- Joseph Moore – Brandon